# Laveyrune
Laveyrune település Franciaországban, Ardèche megyében. Lakosainak száma 109 fő (2022. január 1.). Laveyrune Saint-Étienne-de-Lugdarès, La Bastide-Puylaurent, Luc és Saint-Laurent-les-Bains-Laval-d’Aurelle községekkel határos.

## Népesség
A település népességének változása:
| Lakosok száma | 127  | 84   | 112  | 129  | 121  | 115  | 107  | 104  | 104  | 109  |
|               | 1968 | 1982 | 1990 | 2006 | 2013 | 2015 | 2017 | 2019 | 2020 | 2022 |